# Apomecynoides tchadensis
Apomecynoides tchadensis là một loài bọ cánh cứng trong họ Cerambycidae.